# 路易斯·蒙特内格罗
路易斯·菲利佩·蒙特内格罗·卡多索·德莫赖斯·埃斯特维斯（葡萄牙語：Luís Filipe Montenegro Cardoso de Morais Esteves，1973年2月16日—） 是一位葡萄牙政治家，现任葡萄牙总理兼社会民主党（PSD）主席。
蒙特内格罗于2002年至2018年期间担任阿威罗共和国议会议员，并于2011年至2017年期间领导该党的议会小组。在该党2020年领导人选举中被鲁伊·里奥击败后，他于2022年击败若热·莫雷拉·达席尔瓦，成为社会民主党主席。
在蒙特内格罗领导下，社会民主党与右翼政党CDS-PP达成协议，在2024年葡萄牙立法选举前组成民主联盟。民主联盟在选举中获得最多席位，获得80个席位，比社会党多两个。2024年3月21日，葡萄牙总统馬塞洛·雷貝洛·德索薩任命他为总理。他于2024年4月2日就职。
2025年3月11日，蒙特内格罗在议会信任投票中未能获得多数议员支持，其领导的政府面临辞职。总统马塞洛·雷贝洛·德索萨宣布于5月18日举行提前选举。民主联盟在此次大选中赢得89席，维持第一大党地位。